# Endrédi Máté
Endrédi Máté (Budapest, 1984. október 3. –)  szabadúszó, szinkronszínész, legfőképp mint narrátor és bemondó. Felsőfokon beszél angolul, számos Magyarországon forgatott külföldi filmben szerepelt.

## Életpályája
2006-tól 2020-ig a Discovery Channel, 2016-tól 2021-ig a Petőfi Rádió és az M2 Petőfi egyik hangja volt. 2015-től a magyar MediaShop (korábban WS Teleshop) reklámok egyik narrátora lett, felváltva Bodrogi Attilát, aki jelenleg az OzoneTV hangja.